# Good One
Good One (dt. etwa: „Die Gute“) ist ein US-amerikanischer Spielfilm von India Donaldson aus dem Jahr 2024. Die Uraufführung des Familiendramas mit Lily Collias in der Hauptrolle erfolgte im Januar 2024 beim 40. Sundance Film Festival. Dort wurde das Werk in den US-amerikanischen Spielfilmwettbewerb eingeladen.

## Handlung
Die 17-jährige Sam macht mit ihrem Vater und dessen ältestem Freund einen Wochenendausflug in die Catskill Mountains im US-Bundesstaat New York. Unterwegs muss sie sich mit den konkurrierenden Egos der beiden Männer auseinandersetzen.

## Hintergrund
Good One ist das Spielfilmdebüt der in Los Angeles lebenden Kurzfilmregisseurin India Donaldson. Das Drehbuch verfasste sie während der COVID-19-Pandemie, in der sie wieder nach Hause zu ihrem Vater, ihrer Stiefmutter und ihren beiden Halbgeschwistern im Teenageralter zog. Es handle sich um eine „sehr persönliche“, wenn auch nicht autobiografische Geschichte. Donaldson sei während des Zusammenlebens eifersüchtig auf ihre Geschwister gewesen, die gegen die Eltern rebellierten und Gefühle und Wut zum Ausdruck bringen konnten. Als sie selbst als Jugendliche bei ihrem Vater aufwuchs, habe dieser sie immer als „gute“ Tochter betitelt, da sie ihm „keinen Ärger“ gemacht habe. Rückblickend als Erwachsene konnte Donaldson „über den Preis dieses Gehorsams nachdenken“ und in ihrem Spielfilm verarbeiten. Wie die Figur der Sam habe sie auch mit ihrem Vater eine Leidenschaft für das Wandern und Campen geteilt. Auch habe sie sich schon immer für die Dynamik einer 3-Personen-Konstellation interessiert.
Für die Hauptrollen wurden Lily Collias, James Le Gros und Danny McCarthy verpflichtet. Donaldson lobte rückblickend Collias für ihre schauspielerische Leistung, da sie der Figur der Sam mit mehr Tiefe und Humor ausgestattet habe, als eigentlich im Drehbuch gestanden habe. Als Produzenten an dem Projekt waren Diana Irvine, Graham Mason and Wilson Cameron für International Pigeon Production sowie Donaldson selbst beteiligt.

## Veröffentlichung und Rezeption
Good One wurde am 21. Januar 2024 im Rahmen des Sundance Film Festivals uraufgeführt, wo der Film eine Einladung in den Hauptwettbewerb erhielt. Im Online-Katalog priesen die Veranstalter das Werk als „intimes Spielfilmdebüt“ mit einer „täuschend einfache Erzählung voller Poesie und Humor“ an. Auch hoben sie die Kameraarbeit von Wilson Cameron und die Darstellerleistungen von Lily Collias, James Le Gros und Danny McCarthy hervor.

## Auszeichnungen
Good One erhielt beim Sundance Film Festival 2024 eine Einladung in den Wettbewerb um den Großen Preis der Jury für den besten amerikanischen Spielfilm. Noch in der Nachproduktion wurde Regisseurin Donaldson im November 2023 auf dem Amerikanischen Filmfestival von Warschau mit dem mit 50.000 Euro dotierten Preis des Polnischen Filminstituts geehrt.
Der Film wird in Oktober 2024 auf dem Zurich Film Festival in der Wettbewerbskategorie  Bester internationaler Film für das Goldene Auge gezeigt.